# 單羽蘇鐵
單羽蘇鐵（學名：Cycas simplicipinna），是蘇鐵科蘇鐵屬的一種植物
，分佈在中國雲南省、越南、泰國、老撾等地。

## 形態
單羽蘇鐵為低矮灌木，主幹不明顯，有宿存葉痕。葉披針形，長4.5至7厘米，寬1.5至2厘米，羽葉長1.5至2.5米，葉柄長0.2至1米，中部羽片為條形深綠色，有光澤，紙質至薄革質，長17至40厘米，寬1.6至2.5厘米。種子為橢圓形，長2.5至2.7厘米，直徑2厘米。單羽蘇鐵與寬葉蘇鐵外形相似，但單羽蘇鐵羽葉乾後變為黑褐色，胚珠2至5枚，種子較小。

## 分佈
單羽蘇鐵分佈在雲南省勐臘縣和景洪市局部地域，以及越南、泰國、老撾等都有分佈。主要在低海拔600至1300米中的陰暗潮濕熱帶雨林中零散生長。

## 現況
IUCN紅色名錄表示單羽蘇鐵數量較豐富，有超過一萬株成熟個體，但數目正在下跌，列為近危物種。